# 沃什堡

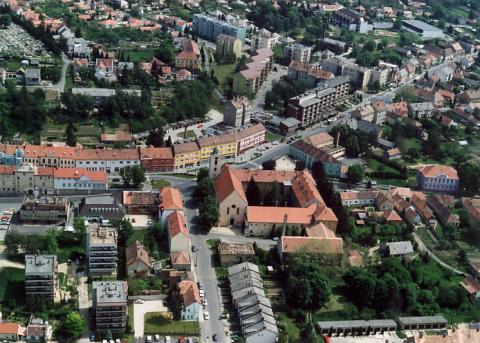

沃什堡（匈牙利語：Vasvár，艾森堡）是匈牙利的城鎮，位於該國西部，距離首都布達佩斯250公里，由沃什州負責管轄，面積55.1平方公里，該地區自石器時代已有人類居住，2004年人口4,617。